# Иоасаф (епископ Вологодский)
Епископ Иоасаф I (1492—1571) — первый епископ Вологодский, до 1559 — Великопермский и Вологодский.

## Биография
Родился в 1492 году. Будучи игуменом, Иоасаф, по благословению митрополита Макария, составил житие преподобного Стефана Махрищского и службу ему.
С 1558 года он упоминался епископом Вологодским. В этом же году участвовал в Соборе, на котором обсуждалась начавшаяся Ливонская война (1558—1583).
По постановлению Собора 1559 года кафедра Великопермской епархии была перенесена в Вологду, и архиереи стали именоваться Вологодскими и Великопермскими.
В 1560 году по благословению митрополита Московского Макария епископ Иоасаф и махрицкий игумен Варлаам собирали сведения в Авнежском Троицком монастыре о чудесах его подвижников и восстанавливали монастырь.
В 1564 году принимал участие в избрании Афанасия митрополитом Московским.
В 1566 году принимал участие в избрании на митрополию Московскую игумена Соловецкого монастыря Филиппа (Колычёва).
Скончался в 1571 году уже будучи на покое. Погребён с южной стороны Троицкого собора Троице-Сергиева монастыря.